# Pattinaggio artistico a rotelle ai III World Skate Games
Le competizioni di pattinaggio artistico a rotelle ai III World Skate Games si sono svolte dal 25 ottobre al 6 novembre 2022 a Buenos Aires, in Argentina. 

## Podi

### Senior

#### Uomini Senior
| Evento             | Oro           | Argento                | Bronzo                    |
| Pattinaggio libero | Pau Garcia    | Alessandro Liberatore  | Hector Diez Severino      |
| Solo dance         | Bryan Carreño | Giovanni Piccolantonio | Llorenç Alvarez Caballero |
| Inline             | Chen Yi-Fan   | Antonio Panfili        | Chen Boyu                 |

#### Donne Senior
| Evento             | Oro              | Argento                    | Bronzo             |
| Pattinaggio libero | Rebecca Tarlazzi | Giada Luppi                | Carla Escrich      |
| Solo dance         | Emilia Zimermann | Natalia Baldizzone Morales | Asya Sofia Testoni |
| Inline             | Sofia Paronetto  | Leila Aciar                | Maysa Todeschi     |

#### Misto Senior
| Evento         | Oro        | Argento | Bronzo |
| Coppia         | Portogallo | Italia  | Italia |
| Danza          | Italia     | Italia  | Italia |
| Precisione     | Argentina  | Italia  | Italia |
| Piccoli gruppi | Italia     | Spagna  | Italia |
| Grandi gruppi  | Argentina  | Italia  | Spagna |
| Quartetti      | Spagna     | Italia  | Spagna |

### Junior

#### Uomini Junior
| Evento             | Oro                       | Argento      | Bronzo             |
| Pattinaggio libero | Lucas Yàñez Pèrez         | Aleix Bou    | Alex Chimetto      |
| Solo dance         | Gherardo Altieri Degrassi | Diogo Costa  | Francesco Vittuari |
| Inline             | Francesco Vittuari        | Liao Yen-Wei | Lenny Ledesma      |

#### Donne Junior
| Evento             | Oro           | Argento             | Bronzo             |
| Pattinaggio libero | Gioia Fiori   | Sira Bella Gallardo | Benedetta Altezza  |
| Solo dance         | Roberta Sasso | Lidia Vazquez       | Catarina Craveiro  |
| Inline             | Sofia Ciacia  | Giuliana Scamarda   | Micaela Soltermann |

#### Misto Junior
| Evento     | Oro       | Argento | Bronzo     |
| Coppia     | Italia    | Italia  | Argentina  |
| Danza      | Italia    | Spagna  | Portogallo |
| Precisione | Argentina | Italia  | Italia     |
| Quartetti  | Spagna    | Italia  | Spagna     |